# Oaxen
Oaxen es una isla y localidad rural en el municipio de Södertälje, Condado de Estocolmo, en Suecia.
Oaxen tiene ricos yacimientos de piedra caliza que han sido explotados desde el siglo XIX.
La isla está conectada con el continente a través de un sistema de teleférico. Oaxens Skärgårdskrog es un restaurante de lujo situado en la isla.